# Fariz RM
Fariz RM, właśc. Fariz Rustam Munaf (ur. 5 stycznia 1959 w Dżakarcie) – indonezyjski kompozytor, piosenkarz i multiinstrumentalista.
Trzy spośród jego utworów solowych znalazły się w zestawieniu 150 indonezyjskich utworów wszech czasów, ogłoszonym na łamach lokalnego wydania magazynu „Rolling Stone” („Sakura” na pozycji 9., „Barcelona” na pozycji 23. oraz „Selangkah Ke Seberang” na pozycji 121.). Jego kompozycja pt. „Hasrat dan Cinta” została sklasyfikowana na pozycji 103.
W 1989 r. został laureatem BASF Awards.

## Życiorys
Urodził się 5 stycznia 1959 r. w Dżakarcie. Jego matka była nauczycielką fortepianu. Talent muzyczny wykazywał już w młodym wieku, a wśród jego pierwszych sukcesów znalazło się wygranie konkursu muzycznego Lomba Cipta Lagu Remaja Prambors 1977.
Swój debiutancki album pt. Selangkah ke Seberang wydał w 1979 roku. W tym samym roku stworzył utwór „Sakura”, który przyniósł mu szeroką popularność.
W połowie lat 80. XX wieku artysta pojawiał się na okładkach magazynów młodzieżowych.
W trakcie swojej kariery był związany z licznymi formacjami, m.in. WOW, Jakarta Rhythm Section, Symphony, Transs, Rollies i Giant Steps.

## Dyskografia
Źródło:
Albumy solowe
- Selangkah ke Seberang (1979)
- Sakura (1980)
- Panggung Perak (1981)
- Peristiwa 77-81 (1982)
- Fariz & Mustaka (1983)
- Peristiwa 81-84 (1984)
- Musik Rasta (1985)
- Do Not Erase (1987)
- Living in the Western World (1988)
- Hitz! (1989)
- Fashionova (1989)
- Cover Ten (1990)
- Balada (1992)
- Romantic (1993)
- Dongeng Negeri Cinta (1996)
- Super Medley (1997)
- Kronologi (1998)
- Dua Dekade (2001)
- Mix! (2002)
- Curse on Cozmic Avenue (2006)
- Fenomena (2012)

Albumy grupowe
- Badai Pasti Berlalu (z Badai Band) (1975)
- Hotel San Vicente (z Transs) (1981)
- Tembang Remaja '81 (z Transs) (1981)
- Trapesium (z Symphony) (1982)
- Metal (z Symphony) (1983)
- Produk Hijau (z Wow!) (1983)
- N.O.R.M.A.L. (z Symphony) (1986)
- Rasio dan Misteri (z Wow!) (1990)
- Soundtrack Lupus IV (z Wow!) (1991)
- Pesona Rindu (z Jakarta Rythm Section) (1983)
- Reinkarnasi (z Jakarta Rythm Section) (1984)
- Revolusi Hiu Ular Cendrawasih (z FRM Group) (1993)

Albumy w duecie
- Gala Premiere (z Jacobem Kembarem) (1991)
- Asean Skies (z Janet Arnaiz) (1992)
- Tabu (z Renny Djajoesman) (1993)

Albumy kompilacyjne
- Fariz RM & Dian PP in Collaboration (Music Factory Indonesia & Swara Sangkar Emas) (2014)